# Ronto
Ronto (r) – przedrostek jednostek miary oznaczający mnożnik 0,000 000 000 000 000 000 000 000 001= 10-27 (jedna kwadryliardowa). Rezolucja wprowadzająca przedrostek została przyjęta na 27. posiedzeniu Generalnej Konferencji Miar w listopadzie 2022 roku.
Autorem propozycji wprowadzenia przedrostka był brytyjski metrolog, Richard Brown. Miało to posłużyć środowiskom naukowym, operującym na wielkościach nieobjętych wcześniej stosowanymi przedrostkami, w szczególności zajmującym się fizyką kwantową czy fizyką cząstek elementarnych. Ponadto, decyzja Konferencji miała zapobiec przyjmowaniu nieoficjalnych określeń bardzo małych liczb.
Przedrostek ułatwia podawanie danych w skali kwantowej. Na przykład masę elektronu można wyrazić jako około 1 rg.